# Agrostis aristulifera
Agrostis aristulifera é uma espécie de gramínea do gênero Agrostis, pertencente à família Poaceae.